# Mišmar ha-Jarden
Mišmar ha-Jarden (hebrejsky מִשְׁמַר הַיַּרְדֵּן, doslova „Strážce Jordánu“, anglicky Mishmar HaYarden) je vesnice typu mošav v Izraeli, v Severním distriktu, v Oblastní radě Mevo'ot ha-Chermon.

## Geografie
Leží v nadmořské výšce 226 metrů v údolí řeky Jordán (respektive Chulském údolí) v Horní Galileji. Mošav je situován cca 12 kilometrů severně od břehů Galilejského jezera. Jižně od vesnice protéká směrem k Jordánu vodní tok Nachal Roš Pina.
Vesnice se nachází cca 25 kilometrů severoseverovýchodně od města Tiberias, cca 130 kilometrů severovýchodně od centra Tel Avivu a cca 60 kilometrů severovýchodně od centra Haify. Mišmar ha-Jarden obývají Židé, přičemž osídlení v tomto regionu je ryze židovské. Výjimkou je město Tuba-Zangarija cca 4 kilometrů jižním směrem, které obývají izraelští Arabové, respektive Beduíni.
Na dopravní síť je napojen pomocí dálnice číslo 91, která spojuje údolí Jordánu a Golanské výšiny.

## Dějiny
Nynější mošav Mišmar ha-Jarden byl založen v roce 1949. Nedaleko odtud ale už koncem 19. století vznikla stejnojmenná židovská zemědělská vesnice typu mošava (tedy individuálně hospodařící). Už v 80. letech 19. století zde vznikla soukromá farma Šošanat ha-Jarden (שושנת הירדן) „Jordánská růže“, kterou tu zřídil Mordechaj Lovovski - přistěhovalec z USA. V roce 1890 jeho zdejší pozemky vykoupil jistý Moše David Šuv - židovský přistěhovalec z Rumunska, který se stal jedním z prvních aktivistů sionistického ražení v tehdejší turecké Palestině. Do Palestiny přišel v rámci první aliji a původně sídlil v Roš Pina. Na tomto místě založil Šuv zemědělskou osadu Mišmar ha-Jarden.

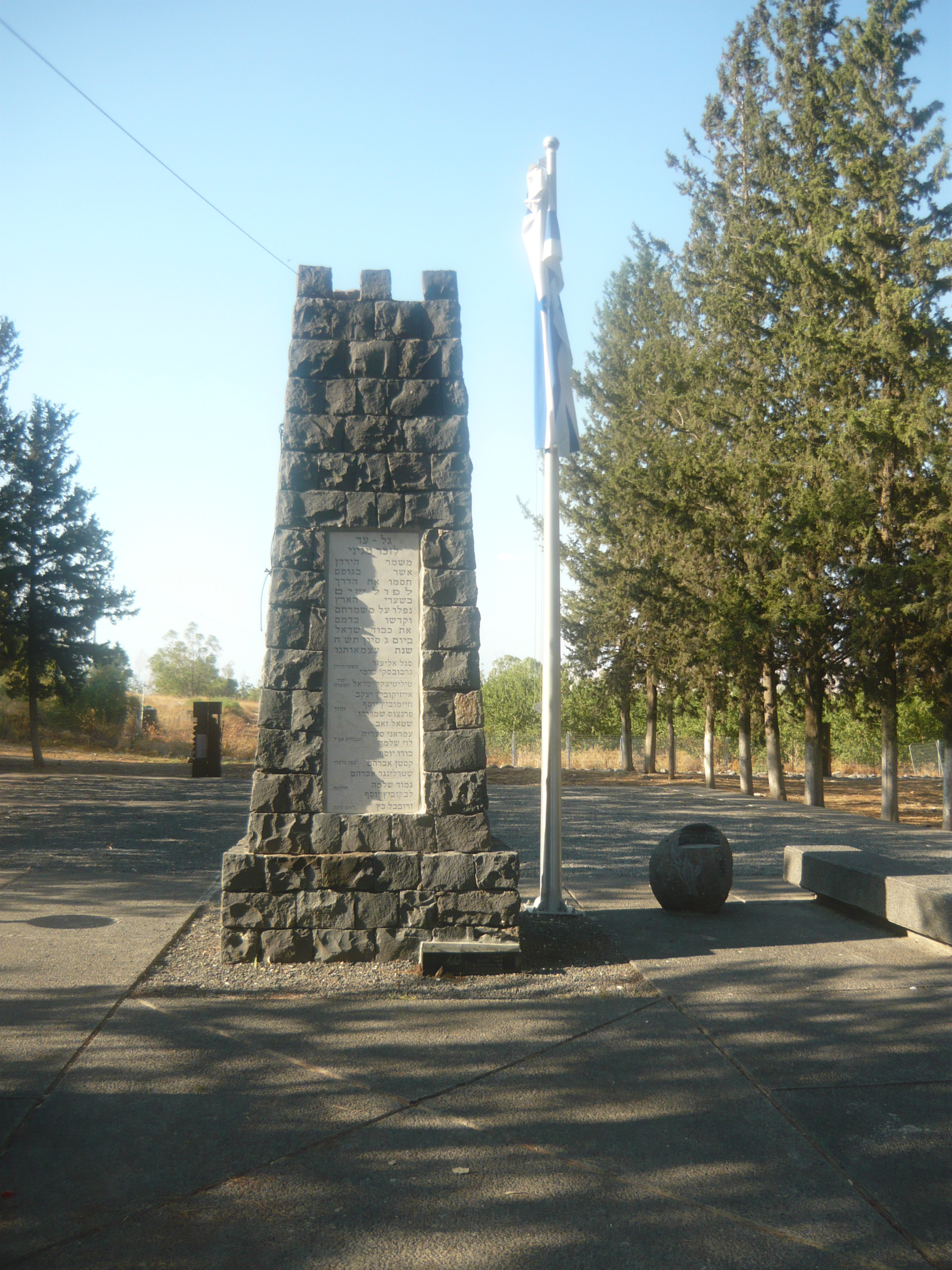
Pomník původním osadníkům zničené vesnice Mišmar ha-Jarden

Osada se potýkala s ekonomickými těžkostmi a útoky okolních arabských Beduínů, ale podpořila ji organizace Chovevej Cijon a později i Jewish Colonization Association, která vznikla jako nástupnická organizace zřízená baronem Edmondem Jamesem de Rothschildem pro pokračování jeho sponzorských aktivit v Palestině. V roce 1898 se manažerem osady stal Chajim Kalwarijski-Margalijot, který pomohl vesnici organizačně a ekonomicky stabilizovat. Během první světové války byla osada dočasně opuštěna, v jejím okolí se odehrávaly těžké boje mezi Brity a Turky. Židovské osídlení se sem vrátilo až roku 1923. Následovalo čtvrtstoletí růstu během britského mandátu Palestina. V listopadu 1939 provedli Britové v mošavě Mišmar ha-Jarden razii a zatkli 38 členů vojenské organizace Ecel (Irgun), kteří zde procházeli výcvikem.
Těsně před svým zánikem měla obec 150 obyvatel a rozlohu katastrálního území 7 500 dunamů (7,5 kilometrů čtverečních). Během války za nezávislost v roce 1948 byla vesnice Mišmar ha-Jarden dobyta syrskou armádou a její obránci zabiti nebo odvedeni do zajetí. Syrský útok začal 6. června 1948. Prováděly ho dva pěchotní prapory s podporou dělostřelectva a tanků. Počáteční útok byl sice odražen, ale 10. června 1948 následovala druhá vlna. Nyní už Syřané nasadili do akce dvě brigády a osm tanků. Podařilo se jim překročit řeku Jordán a téhož dne prolomili obranný systém vesnice. Do zajetí padlo dvacet přeživších obránců. Šlo o nejvýraznější úspěch Syřanů při jejich invazi židovského státu.
Po podpisu smluv o příměří mezi Izraelem a Sýrií (jednání o příměří probíhalo nedaleko odtud, v území nikoho mezi Mišmar ha-Jarden a Roš Pina) se sice území zničené vesnice vrátilo pod izraelskou kontrolu, její bývalí obyvatelé se sem už ale nevrátili a zůstali v Kirjat Šmona. Oblast okolo Mišmar ha-Jarden byla v rámci dohod o příměří vyhlášena za demilitarizovanou zónu.
Současný mošav Mišmar ha-Jarden byl založen v listopadu roku 1949 nedaleko od zničené původní vesnice. Prvními osadníky zde byli veteráni války za nezávislost, kteří bojovali v tomto regionu. Část obyvatel pocházela ze Safedu a původní jméno této osady tak znělo Bnej Cfat (בני צפת) - Synové Safedu. Tato prvotní skupina obyvatel se ale rozpadla a roku 1956 byla vesnice osídlena novou skupinou, tvořenou židovskými přistěhovalci ze severní Afriky. Tehdy byla přejmenována na Mišmar ha-Jarden na počest zničené původní vesnice.
V 70. letech 20. století prodělával mošav těžkou ekonomickou krizi. Obměnilo se pak jeho vedení a došlo k částečné výměně obyvatelstva. Následovala stabilizace. Počátkem 21. století ve vesnici začala bytová výstavba s plánovanou kapacitou 180 nových bytových jednotek.
Ekonomika obce je založena na zemědělství a turistice. Část obyvatel Mišmar ha-Jarden za prací dojíždí mimo obec. V mošavu se nachází zařízení předškolní péče o děti. Základní škola je v komplexu Ramat Korazim poblíž vesnice Elifelet, střední školy jsou v jiných obcí v tomto regionu. V obci je k dispozici obchod se smíšeným zbožím, sportovní areály a synagoga.

## Demografie
Obyvatelstvo mošavu Mišmar ha-Jarden je sekulární. Podle údajů z roku 2014 tvořili naprostou většinu obyvatel v mošavu Mišmar ha-Jarden Židé - cca 600 osob (včetně statistické kategorie "ostatní", která zahrnuje nearabské obyvatele židovského původu ale bez formální příslušnosti k židovskému náboženství, cca 700 osob).
Jde o menší sídlo vesnického typu s dlouhodobě rostoucí populací. K 31. prosinci 2014 zde žilo 653 lidí. Během roku 2014 registrovaná populace stoupla o 4,8 %.
| Rok            | 1949 | 1961 | 1972 | 1983 | 1995 | 2001 | 2003 | 2004 | 2005 | 2006 | 2007 | 2008 | 2009 | 2010 | 2011 | 2012 | 2013 | 2014 |
| -------------- | ---- | ---- | ---- | ---- | ---- | ---- | ---- | ---- | ---- | ---- | ---- | ---- | ---- | ---- | ---- | ---- | ---- | ---- |
| Počet obyvatel | 150  | 135  | 229  | 280  | 312  | 336  | 407  | 445  | 472  | 487  | 517  | 532  | 578  | 583  | 595  | 592  | 623  | 653  |